# Hội đồng Bộ trưởng Cuba khóa IX (2018–2023)
Hội đồng Bộ trưởng Cuba khóa IX được bầu tại phiên họp đầu tiên của Quốc hội Chính quyền Nhân dân diễn ra vào tháng 4/2018. Ngày 21/7/2018, Chủ tịch Hội đồng Bộ trưởng Miguel Díaz-Canel Bermúdez đệ trình Quốc hội phê chuẩn danh sách nhân sự mới.

## Thành viên
| Chức vụ                                              | Chức vụ                                                                     | Lãnh đạo                             | Lãnh đạo       | Chức vụ kiêm nhiệm                                                                                     | Ghi chú                           |
| Tiếng Việt                                           | Tiếng Tây Ban Nha                                                           | Người đứng đầu                       | Nhiệm kỳ       | Chức vụ kiêm nhiệm                                                                                     | Ghi chú                           |
| ---------------------------------------------------- | --------------------------------------------------------------------------- | ------------------------------------ | -------------- | --- | --------------------------------- |
| Chủ tịch Hội đồng Bộ trưởng                          | Presidentes del Consejo de Ministros                                        | Miguel Mario Díaz-Canel Bermúdez     | 4/2018-12/2019 | Ủy viên Bộ Chính trị Chủ tịch Hội đồng Nhà nước                                                        |                                   |
| Chủ tịch Hội đồng Bộ trưởng                          | Presidentes del Consejo de Ministros                                        | Manuel Marrero Cruz                  | 12/2019-nay    | Ủy viên Bộ chính trị Thủ tướng Chính phủ                                                               | Ủy viên Bộ Chính trị từ 4/2021    |
| Phó Chủ tịch thứ nhất Hội đồng Bộ trưởng             | Primer Vicepresidente de los Consejos de Ministros                          | Salvador Antonio Valdés Mesa         | 4/2018-12/2019 | Ủy viên Bộ Chính trị Phó Chủ tịch thứ nhất Hội đồng Nhà nước                                           |                                   |
| Phó Chủ tịch Hội đồng Bộ trưởng                      | Vicepresidente de los Consejos de Ministros                                 | Ramiro Valdés Menéndez               | 4/2018-nay     | Ủy viên Bộ Chính trị Phó Chủ tịch Hội đồng Nhà nước (đến 12/2019) Phó Thủ tướng Chính phủ (từ 12/2019) |                                   |
| Phó Chủ tịch Hội đồng Bộ trưởng                      | Vicepresidente de los Consejos de Ministros                                 | Ricardo Cabrisas Ruiz                | 4/2018-nay     | Phó Thủ tướng Chính phủ (từ 12/2019)                                                                   |                                   |
| Phó Chủ tịch Hội đồng Bộ trưởng                      | Vicepresidente de los Consejos de Ministros                                 | Ulises Rosales del Toro              | 4/2018-9/2019  | Ủy viên Trung ương Đảng                                                                                |                                   |
| Phó Chủ tịch Hội đồng Bộ trưởng                      | Vicepresidente de los Consejos de Ministros                                 | Marino Alberto Murillo Jorge         | 4/2018-7/2018  | Ủy viên Bộ Chính trị                                                                                   |                                   |
| Phó Chủ tịch Hội đồng Bộ trưởng                      | Vicepresidente de los Consejos de Ministros                                 | Inés María Chapman Waugh             | 7/2018-nay     | Ủy viên Trung ương Đảng Phó Thủ tướng Chính phủ (từ 12/2019)                                           |                                   |
| Phó Chủ tịch Hội đồng Bộ trưởng                      | Vicepresidente de los Consejos de Ministros                                 | Roberto Morales Ojeda                | 7/2018-4/2021  | Ủy viên Bộ Chính trị Phó Thủ tướng Chính phủ (từ 12/2019)                                              |                                   |
| Phó Chủ tịch Hội đồng Bộ trưởng                      | Vicepresidente de los Consejos de Ministros                                 | Jorge Luis Tapia Fonseca             | 9/2019-nay     | Ủy viên Trung ương Đảng Phó Thủ tướng Chính phủ (từ 12/2019)                                           |                                   |
| Phó Chủ tịch Hội đồng Bộ trưởng                      | Vicepresidente de los Consejos de Ministros                                 | Alejandro Gil Fernández              | 9/2019-nay     | Ủy viên Trung ương Đảng Phó Thủ tướng Chính phủ Bộ trưởng Bộ Kinh tế Kế hoạch                          |                                   |
| Phó Chủ tịch Hội đồng Bộ trưởng                      | Vicepresidente de los Consejos de Ministros                                 | Jorge Luis Perdomo Di-Lella          | 4/2021-nay     | Ủy viên Trung ương Đảng Phó Thủ tướng Chính phủ                                                        |                                   |
| Thư ký Hội đồng Bộ trưởng và Ủy ban Điều hành        | Secretaría del Consejo de Ministros y de su Comité Ejecutivo                | José Amado Ricardo Guerra            | 4/2018-nay     | Ủy viên Bộ Chính trị                                                                                   |                                   |
| Bộ trưởng Bộ Nội vụ                                  | Ministros del Interior                                                      | Julio Cesar Gandarilla Bermejo       | 4/2018-11/2020 | Ủy viên Trung ương Đảng                                                                                | Mất khi đang tại nhiệm            |
| Bộ trưởng Bộ Nội vụ                                  | Ministros del Interior                                                      | Lázaro Alberto Álvarez Casas         | 11/2020-nay    | Ủy viên Bộ Chính trị                                                                                   | Ủy viên Bộ Chính trị từ 4/2021    |
| Bộ trưởng Bộ các Lực lượng Vũ trang Cách mạng        | Ministros de las Fuerzas Armadas Revolucionarias                            | Leopoldo Cintra Frías                | 4/2018-4/2021  | Ủy viên Bộ Chính trị                                                                                   |                                   |
| Bộ trưởng Bộ các Lực lượng Vũ trang Cách mạng        | Ministros de las Fuerzas Armadas Revolucionarias                            | Álvaro López Miera                   | 4/2021-nay     | Ủy viên Bộ Chính trị                                                                                   |                                   |
| Bộ trưởng Bộ Ngoại thương và Đầu tư                  | Ministros de Comercio Exterior y la Inversión Extranjera                    | Rodrigo Malmierca Diaz               | 4/2018-nay     | |                                   |
| Bộ trưởng Bộ Khoa học, Công nghệ và Môi trường       | Ministros de Ciencia, Tecnología y Medio Ambiente                           | Elba Rosa Pérez Montoya              | 4/2018-nay     | Ủy viên Trung ương Đảng                                                                                |                                   |
| Bộ trưởng Bộ Giáo dục Đại học                        | Ministros de Educación Superior                                             | José Ramón Saborido Loidi            | 4/2018-nay     | |                                   |
| Bộ trưởng Bộ Tài chính và Giá cả                     | Ministros de Finanzas y Precios                                             | Lina Olinda Pedraza Rodríguez        | 4/2018-1/2019  | Ủy viên Trung ương Đảng                                                                                |                                   |
| Bộ trưởng Bộ Tài chính và Giá cả                     | Ministros de Finanzas y Precios                                             | Meisi Bolaños Weiss                  | 1/2019-nay     | Ủy viên Trung ương Đảng                                                                                | Ủy viên Trung ương Đảng từ 4/2021 |
| Bộ trưởng Bộ Công nghiệp Thực phẩm                   | Ministros de la Industria Alimentaria                                       | María del Carmen Concepción González | 4/2018-7/2018  | Ủy viên Trung ương Đảng                                                                                |                                   |
| Bộ trưởng Bộ Công nghiệp Thực phẩm                   | Ministros de la Industria Alimentaria                                       | Iris Quinones Rojas                  | 7/2018-12/2019 | |                                   |
| Bộ trưởng Bộ Công nghiệp Thực phẩm                   | Ministros de la Industria Alimentaria                                       | Manuel Santiago Sobrino Martínez     | 12/2019-nay    | |                                   |
| Bộ trưởng Bộ Xây dựng                                | Ministros de la Construcción                                                | René Mesa Villafaña                  | 4/2018-nay     | |                                   |
| Bộ trưởng Bộ Tư pháp                                 | Ministros de Justicia                                                       | María Esther Reus González           | 4/2018-7/2018  | |                                   |
| Bộ trưởng Bộ Tư pháp                                 | Ministros de Justicia                                                       | Oscar Manuel Silveira Martínez       | 7/2018-nay     | |                                   |
| Bộ trưởng Bộ Giáo dục                                | Ministros de Educación                                                      | Ena Elsa Velázquez Cobiella          | 4/2018-nay     | |                                   |
| Bộ trưởng Bộ Lao động và An sinh Xã hội              | Ministros de Trabajo y Seguridad Social                                     | Margarita Marlene González Fernández | 4/2018-12/2019 | |                                   |
| Bộ trưởng Bộ Lao động và An sinh Xã hội              | Ministros de Trabajo y Seguridad Social                                     | Marta Elena Feito Cabrera            | 12/2019-nay    | Ủy viên Trung ương Đảng                                                                                | Ủy viên Trung ương Đảng từ 4/2021 |
| Bộ trưởng Bộ Văn hóa                                 | Ministros de Cultura                                                        | Abel Prieto Jiménez                  | 4/2018-7/2018  | |                                   |
| Bộ trưởng Bộ Văn hóa                                 | Ministros de Cultura                                                        | Alpidio Alonso Grau                  | 7/2018-nay     | |                                   |
| Bộ trưởng Bộ Truyền thông                            | Ministros de Comunicaciones                                                 | Maimir Mesa Ramos                    | 4/2018-7/2018  | |                                   |
| Bộ trưởng Bộ Truyền thông                            | Ministros de Comunicaciones                                                 | Jorge Luis Perdomo Di-Lella          | 7/2018-4/2021  | Ủy viên Trung ương Đảng                                                                                | Ủy viên Trung ương Đảng từ 4/2021 |
| Bộ trưởng Bộ Truyền thông                            | Ministros de Comunicaciones                                                 | Mayra Arevich Marín                  | 4/2021-nay     | |                                   |
| Bộ trưởng Bộ Công nghiệp                             | Ministros de Industria                                                      | Salvador Pardo Cruz                  | 4/2018-12/2019 | |                                   |
| Bộ trưởng Bộ Công nghiệp                             | Ministros de Industria                                                      | Eloy Álvarez Martínez                | 12/2019-nay    | |                                   |
| Bộ trưởng Bộ Giao thông                              | Ministros de Transporte                                                     | Adel Yzquierdo Rodríguez             | 4/2018-1/2019  | Ủy viên Trung ương Đảng                                                                                |                                   |
| Bộ trưởng Bộ Giao thông                              | Ministros de Transporte                                                     | Eduardo Rodríguez Dávila             | 1/2019-nay     | |                                   |
| Bộ trưởng Bộ Du lịch                                 | Ministros de Turismo                                                        | Manuel Marrero Cruz                  | 4/2018-12/2019 | |                                   |
| Bộ trưởng Bộ Du lịch                                 | Ministros de Turismo                                                        | Juan Carlos García Granda            | 12/2019-nay    | Ủy viên Trung ương Đảng                                                                                | Ủy viên Trung ương Đảng từ 4/2021 |
| Bộ trưởng Bộ Năng lượng và Khoáng sản                | Ministros de Energía y Minas                                                | Alfredo López Valdés                 | 4/2018-7/2018  | |                                   |
| Bộ trưởng Bộ Năng lượng và Khoáng sản                | Ministros de Energía y Minas                                                | Raul Garcia Barreiro                 | 7/2018-12/2019 | |                                   |
| Bộ trưởng Bộ Năng lượng và Khoáng sản                | Ministros de Energía y Minas                                                | Liván Arronte Cruz                   | 12/2019-nay    | |                                   |
| Bộ trưởng Bộ Nội thương                              | Ministros de Comercio Interior                                              | Mary Blanca Ortega Barredo           | 4/2018-7/2018  | |                                   |
| Bộ trưởng Bộ Nội thương                              | Ministros de Comercio Interior                                              | Betsy Díaz Velázquez                 | 7/2018-nay     | Ủy viên Trung ương Đảng                                                                                | Ủy viên Trung ương Đảng từ 4/2021 |
| Bộ trưởng Bộ Kinh tế và Kế hoạch                     | Ministro de Economía y Planificación                                        | Ricardo Cabrisas Ruiz                | 4/2018-7/2018  | |                                   |
| Bộ trưởng Bộ Kinh tế và Kế hoạch                     | Ministro de Economía y Planificación                                        | Alejandro Miguel Gil Fernández       | 7/2018-nay     | Ủy viên Trung ương Đảng Phó Thủ tướng Chính phủ                                                        | Ủy viên Trung ương Đảng từ 4/2021 |
| Bộ trưởng Bộ Y tế                                    | Ministros de Salud Pública                                                  | Roberto Tomás Morales Ojeda          | 4/2018-7/2018  | Ủy viên Bộ Chính trị                                                                                   |                                   |
| Bộ trưởng Bộ Y tế                                    | Ministros de Salud Pública                                                  | José Ángel Portal Miranda            | 7/2018-nay     | Ủy viên Trung ương Đảng                                                                                |                                   |
| Bộ trưởng Bộ Ngoại giao                              | Ministros de Relaciones Exteriores                                          | Bruno Rodríguez Parrilla             | 4/2018-nay     | Ủy viên Bộ Chính trị Ủy viên Hội đồng Nhà nước (đến 12/2019)                                           |                                   |
| Bộ trưởng Bộ Nông nghiệp                             | Ministros de la Agricultura                                                 | Gustavo Rodríguez Rollero            | 4/2018-4/2021  | |                                   |
| Bộ trưởng Bộ Nông nghiệp                             | Ministros de la Agricultura                                                 | Ydael Jesús Pérez Brito              | 4/2021-nay     | |                                   |
| Bộ trưởng, Thống đốc Ngân hàng Trung ương Cuba       | Ministro-Presidente Banco Central de Cuba                                   | Irma Margarita Martínez Castrillón   | 4/2018-1/2020  | |                                   |
| Bộ trưởng, Thống đốc Ngân hàng Trung ương Cuba       | Ministro-Presidente Banco Central de Cuba                                   | Marta Sabina Wilson González         | 1/2020-nay     | |                                   |
| Chủ tịch Viện Radio và Truyền hình Cuba              | Presidente de Instituto Cubano de Radio y Televisión                        | Alfonso Noya Martínez                | 4/2018-nay     | |                                   |
| Chủ tịch Viện Thủy lợi Quốc gia                      | Presidente de Instituto Nacional de Recursos Hidráulicos                    | Inés María Chapman Waugh             | 4/2018-7/2018  | |                                   |
| Chủ tịch Viện Thủy lợi Quốc gia                      | Presidente de Instituto Nacional de Recursos Hidráulicos                    | Antonio Rodríguez Rodríguez          | 7/2018-nay     | |                                   |
| Chủ tịch Viện Thể thao, Thể dục và Giải trí Quốc gia | Presidente de Instituto Nacional de Deportes, Educación Física y Recreación | Antonio Eduardo Becali Garrido       | 4/2018-3/2019  | |                                   |
| Chủ tịch Viện Thể thao, Thể dục và Giải trí Quốc gia | Presidente de Instituto Nacional de Deportes, Educación Física y Recreación | Osvaldo Caridad Vento Montiller      | 3/2019-nay     | |                                   |